# Bernów
Bernów – wieś w Polsce położona w województwie świętokrzyskim, w powiecie koneckim, w gminie Gowarczów.
W latach 1975–1998 miejscowość administracyjnie należała do województwa radomskiego.
| SIMC    | Nazwa          | Rodzaj    |
| ------- | -------------- | --------- |
| 0620553 | Bernów-Kolonia | część wsi |

We wsi działa OSP Bernów.
Wierni kościoła rzymskokatolickiego należą do parafii Świętych Apostołów Piotra i Pawła w Gowarczowie.

## Historia
W 1414 r. we wsi Bernów parafia w Gowarczowie miała zapisane 9 działów gruntu (wiz. Arc. Ostrowskiego 1779r.)
W roku 1508 ze wsi „Sthozno Chamyen“ i Bernyów, płaci pobór Jan Stożeński 2 grzywny 7 groszy.

W r. 1577 we wsi Bernow płaci pobór Kasper Studziński od 3 łanów kmiecych jednego zagrodnika z rolą 1/2 łana pustego. (Pawiński Kod. Małop. s.284, 480).
Według opisu Słownika geograficznego Królestwa Polskiego, w wieku XIX Bernów (nazywany także - Biernow, Biernawy)  –  wieś w ówczesnym powiecie opoczyńskim, gminie Stużno, parafii Gowarczów.
Podług lustracji z roku 1827  we wsi było 16 domów i 93 mieszkańców.

W roku 1900 Bernów posiadał 300 mórg dworskich i 342 włościańskich, domów było 15, a mieszkańców 137. Folwark wchodził w skład dóbr Zychorzyn.